# Myopterus whitleyi
Myopterus whitleyi (Scharff, 1900) è un pipistrello della famiglia dei Molossidi diffuso nell'Africa subsahariana.

## Descrizione

### Dimensioni
Pipistrello di piccole dimensioni, con la lunghezza totale tra 78 e 87 mm, la lunghezza dell'avambraccio tra 35 e 37 mm, la lunghezza della coda tra 25 e 31 mm, la lunghezza del piede tra 5 e 8,3 mm, la lunghezza delle orecchie tra 14 e 16 mm e un peso fino a 12 g.

### Aspetto
La pelliccia è corta. Le parti dorsali sono marroni scure con la base dei peli bianca e prive di bande più chiare, mentre le parti ventrali sono bianche o color crema. La testa non è particolarmente appiattita. Il muso è cilindrico, liscio e privo di peli eccetto diverse setole spatolate sul labbro superiore sotto le narici. Le orecchie sono erette, strette, appuntite ben separate e con l'estremità biancastra. Il trago è grande, squadrato e visibile dietro l'antitrago. I maschi hanno delle ghiandole golari. Le membrane alari sono bianco-giallastre tra le dita e semi-trasparenti tra l'avambraccio ed il corpo. La coda è lunga, tozza e si estende per più della metà oltre l'uropatagio, il quale è grigio o marrone chiaro dorsalmente e biancastro ventralmente.

## Biologia

### Comportamento
Si rifugia tra le foglie di piante e nelle case. Un individuo è stato catturato all'interno di una trappola posta sul terreno.

### Alimentazione
Si nutre di insetti.

## Distribuzione e habitat
Questa specie è diffusa in Ghana, Nigeria meridionale, Camerun occidentale, Repubblica Centrafricana sud-occidentale, Gabon orientale, Repubblica Democratica del Congo occidentale e Uganda.
Vive in savane miste a foreste pluviali, foreste costiere, di palude e mangrovie. Alcuni individui sono stati catturati in boschi di Isoberlnia e in un giardino.

## Conservazione
La IUCN Red List, considerato il vasto areale e la popolazione presumibilmente numerosa, classifica M.whitleyi come specie a rischio minimo (Least Concern)).